# Мексикански пъдпъдък
Мексиканският пъдпъдък (Cyrtonyx montezumae) е вид птица от семейство Odontophoridae.

## Разпространение и местообитание
Видът е разпространен от Оаксака на север през вътрешността на Мексико до планините в централната и югоизточната част на Аризона, централната и югозападната част на Ню Мексико и западната част на Тексас. Отсъства в пустините и долината Рио Балсас.
Местообитанията му са откритите гори, най-често дъбови, но също и борово-дъбови, както и хвойнови, с трева с височина най-малко 30 cm. Особено предпочитани са склоновете на хълмове и каньони.